# ミクソロジー
ミクソロジー（欧字名:Mixology、2019年5月4日 - ）は、日本の競走馬。2023年のダイヤモンドステークスの勝ち馬である。
馬名の意味は、mix（混ぜる）とology（～論）の掛合せ。

## 戦績

### デビュー前 - 3歳（2022年）
2020年の北海道サマーセールに上場され、江馬由将に550万円で落札された。2021年10月16日、阪神競馬場第5レースの2歳新馬戦（芝1800m）にて、吉田隼人を背にデビューし5着。
翌2022年、通算4戦目となった5月28日の新潟競馬場・3歳未勝利戦で初勝利を収めた。その後、10月・11月と条件クラスを連勝し、準オープンに昇級。

### 4歳（2023年）
シーズン初戦として出走した1月5日の万葉ステークスはコースレコードの走りで、オープンクラス初勝利をあげる。
2月18日、初の重賞挑戦で東京競馬場で行われたダイヤモンドステークス（GIII）に出走。中団のインでレースを進めると最後の直線では大外から突き抜け、最内を突いたヒュミドールとのオルフェーヴル産駒同士の追い比べをクビ差で制し優勝。この勝利で4連勝を飾るとともに、前走に続いて2戦連続のコースレコードで重賞初制覇となった。
次走は放牧を挟んで4月30日の天皇賞（春）に直行する予定だったが、休養中に右前脚の蹄球をぶつけて化膿してしまい、このケガが原因で出走を回避。その後改めて宝塚記念を目標に調整を行ったが、今度は左前脚の脚部不安のため再びレースを回避。結局、8月に約1年間休養することが発表された。

## 競走成績
以下の内容は、JBISサーチおよびnetkeiba.comの情報に基づく。
| 競走日     | 競馬場 | 競走名         | 格   | 距離（馬場）  | 頭 数 | 枠 番 | 馬 番 | オッズ （人気） | 着順 | タイム （上り3F） | 着差 | 騎手      | 斤量 [kg] | 1着馬（2着馬）       | 馬体重 [kg] |
| ---------- | ------ | -------------- | ---- | ------------- | ----- | ----- | ----- | --------------- | ---- | ----------------- | ---- | --------- | --------- | -------------------- | ----------- |
| 2021.10.16 | 阪神   | 2歳新馬        |      | 芝1800m（良） | 15    | 5     | 9     | 087.8（11人）   | 05着 | R1:50.2（34.4）   | -0.5 | 0吉田隼人 | 55        | フォースクエア       | 412         |
| 2022.01.09 | 中京   | 3歳未勝利      |      | 芝1600m（良） | 16    | 5     | 10    | 043.2（10人）   | 04着 | R1:35.5（34.7）   | -0.8 | 0吉田隼人 | 56        | エンペザー           | 426         |
| 0000.01.29 | 小倉   | 3歳未勝利      |      | 芝2000m（良） | 13    | 5     | 7     | 003.40（1人）   | 02着 | R2:01.4（34.9）   | -0.1 | 0坂井瑠星 | 56        | ブルーゲート         | 428         |
| 0000.05.28 | 新潟   | 3歳未勝利      |      | 芝1800m（稍） | 16    | 6     | 12    | 002.30（1人）   | 01着 | R1:48.6（35.6）   | -0.1 | 0西村淳也 | 56        | （メイショウブレゲ） | 430         |
| 0000.06.26 | 阪神   | 城崎特別       | 1勝  | 芝1800m（良） | 11    | 2     | 2     | 041.70（8人）   | 06着 | R1:47.0（34.1）   | -0.8 | 0西村淳也 | 54        | アルナシーム         | 428         |
| 0000.09.25 | 中京   | 3歳上1勝クラス |      | 芝2000m（良） | 13    | 5     | 7     | 016.30（5人）   | 03着 | R1:59.3（34.6）   | -0.1 | 0坂井瑠星 | 54        | ヴェールランス       | 432         |
| 0000.10.29 | 新潟   | 萬代橋特別     | 1勝  | 芝2400m（良） | 15    | 6     | 10    | 003.00（1人）   | 01着 | R2:27.0（35.5）   | -0.2 | 0西村淳也 | 54        | （エニシノウタ）     | 434         |
| 0000.11.13 | 阪神   | 3歳上2勝クラス |      | 芝2200m（重） | 14    | 2     | 2     | 004.00（1人）   | 01着 | R2:15.0（36.2）   | -0.5 | 0R.ムーア | 55        | （ダークエクリプス） | 434         |
| 2023.01.05 | 中京   | 万葉S          | OP   | 芝3000m（良） | 16    | 8     | 15    | 003.00（1人）   | 01着 | R3:03.4（35.9）   | -0.3 | 0西村淳也 | 53        | （タイセイモナーク） | 436         |
| 0000.02.18 | 東京   | ダイヤモンドS  | GIII | 芝3400m（良） | 16    | 2     | 4     | 003.70（2人）   | 01着 | R3:29.1（35.4）   | -0.1 | 0西村淳也 | 56        | （ヒュミドール）     | 434         |
| 2024.09.22 | 中山   | オールカマー   | GII  | 芝2200m（良） | 15    | 8     | 15    | 028.70（5人）   | 11着 | R2:12.6（34.1）   | -0.8 | 0菅原明良 | 57        | レーベンスティール   | 444         |
| 0000.11.03 | 東京   | AR共和国杯     | GII  | 芝2500m（良） | 16    | 1     | 1     | 016.50（7人）   | 16着 | R2:32.8（38.9）   | -3.8 | 0三浦皇成 | 58        | ハヤヤッコ           | 448         |
| 0000.11.30 | 中山   | ステイヤーズS  | GII  | 芝3600m（良） | 14    | 4     | 6     | 006.90（4人）   | 13着 | R3:48.3（36.8）   | -1.6 | 0西村淳也 | 57        | シュヴァリエローズ   | 440         |
| 2025.06.01 | 東京   | 目黒記念       | GII  | 芝2500m（良） | 18    | 3     | 6     | 159.8（17人）   | 14着 | R2:34.6（35.5）   | -1.7 | 0菅原明良 | 57        | アドマイヤテラ       | 444         |

- タイム欄のRはレコード勝ちを示す
- 競走成績は2025年6月1日現在

## 血統表
| ミクソロジーの血統                         | ミクソロジーの血統                                                       | ミクソロジーの血統                                                       | （血統表の出典）                                                         | （血統表の出典）  |
| 父系                                       | サンデーサイレンス系                                                     | サンデーサイレンス系                                                     | サンデーサイレンス系                                                     | [ § 2 ]           |
| 父 オルフェーヴル 2008 栗毛 北海道白老町   | 父の父ステイゴールド 1994 黒鹿毛 北海道白老町                            | *サンデーサイレンス                                                      | Halo                                                                     | Halo              |
| 父 オルフェーヴル 2008 栗毛 北海道白老町   | 父の父ステイゴールド 1994 黒鹿毛 北海道白老町                            | *サンデーサイレンス                                                      | Wishing Well                                                             |                   |
| 父 オルフェーヴル 2008 栗毛 北海道白老町   | 父の父ステイゴールド 1994 黒鹿毛 北海道白老町                            | ゴールデンサッシュ                                                       | *ディクタス                                                              | *ディクタス       |
| 父 オルフェーヴル 2008 栗毛 北海道白老町   | 父の父ステイゴールド 1994 黒鹿毛 北海道白老町                            | ゴールデンサッシュ                                                       | ダイナサッシュ                                                           |                   |
| 父 オルフェーヴル 2008 栗毛 北海道白老町   | 父の母オリエンタルアート 1997 栗毛 北海道白老町                          | メジロマックイーン                                                       | メジロティターン                                                         | メジロティターン  |
| 父 オルフェーヴル 2008 栗毛 北海道白老町   | 父の母オリエンタルアート 1997 栗毛 北海道白老町                          | メジロマックイーン                                                       | メジロオーロラ                                                           |                   |
| 父 オルフェーヴル 2008 栗毛 北海道白老町   | 父の母オリエンタルアート 1997 栗毛 北海道白老町                          | エレクトロアート                                                         | *ノーザンテースト                                                        | *ノーザンテースト |
| 父 オルフェーヴル 2008 栗毛 北海道白老町   | 父の母オリエンタルアート 1997 栗毛 北海道白老町                          | エレクトロアート                                                         | *グランマスティーヴンス                                                  |                   |
| 母 スターエンジェル 2004 栗毛 北海道門別町 | 母の父*アフリート 1984 栗毛 カナダ                                       | Mr.Prospector                                                            | Raise a Native                                                           | Raise a Native    |
| 母 スターエンジェル 2004 栗毛 北海道門別町 | 母の父*アフリート 1984 栗毛 カナダ                                       | Mr.Prospector                                                            | Gold Digger                                                              |                   |
| 母 スターエンジェル 2004 栗毛 北海道門別町 | 母の父*アフリート 1984 栗毛 カナダ                                       | Polite Lady                                                              | Venetian Jester                                                          | Venetian Jester   |
| 母 スターエンジェル 2004 栗毛 北海道門別町 | 母の父*アフリート 1984 栗毛 カナダ                                       | Polite Lady                                                              | Friendly Ways                                                            |                   |
| 母 スターエンジェル 2004 栗毛 北海道門別町 | 母の母*コマーズ 1983 鹿毛 カナダ                                         | Danzig                                                                   | Northern Dancer                                                          | Northern Dancer   |
| 母 スターエンジェル 2004 栗毛 北海道門別町 | 母の母*コマーズ 1983 鹿毛 カナダ                                         | Danzig                                                                   | Pas de Nom                                                               |                   |
| 母 スターエンジェル 2004 栗毛 北海道門別町 | 母の母*コマーズ 1983 鹿毛 カナダ                                         | *ミドルマーチ                                                            | Buckpasser                                                               | Buckpasser        |
| 母 スターエンジェル 2004 栗毛 北海道門別町 | 母の母*コマーズ 1983 鹿毛 カナダ                                         | *ミドルマーチ                                                            | Nice Princess                                                            |                   |
| 母系(F-No.)                                | (FN:1-e)                                                                 | (FN:1-e)                                                                 | (FN:1-e)                                                                 |                   |
| 5代内の近親交配                            | Northern Dancer：5×4 ノーザンテースト：5×4（父内） Tom Fool：5×5（母内） | Northern Dancer：5×4 ノーザンテースト：5×4（父内） Tom Fool：5×5（母内） | Northern Dancer：5×4 ノーザンテースト：5×4（父内） Tom Fool：5×5（母内） | [ § 3 ]           |
| 出典                                       | 1. 2. 3.                                                                 | 1. 2. 3.                                                                 | 1. 2. 3.                                                                 | 1. 2. 3.          |

- 母の全兄にスターリングローズ（JBCスプリント、かしわ記念など重賞6勝）、母の全姉にゴールデンジャック（報知杯4歳牝馬特別、サンスポ賞4歳牝馬特別）がいる。その他の近親にはミツバ（川崎記念、マーキュリーカップ）、ナムラタイタン（武蔵野ステークス）、サイドワインダー（京阪杯、京都金杯、関屋記念）など[17]。